# Lütten Klein
Lütten Klein ist ein Ortsteil im Nordwesten der Stadt Rostock in Mecklenburg-Vorpommern. Die den Ortsteil prägende Großwohnsiedlung in Plattenbauweise mit 10.531 Wohnungen für rund 26.000 Einwohner entstand zwischen 1965 und 1975 unter der planerischen Leitung von Erich Kaufmann als erster und auch größter Ortsteil im Nordwesten. Die Anlage des Wohngebietes erfolgte im Stil der Zeit sehr regelmäßig. Freigestellte Wohnblocks mit bis zu fünf Geschossen herrschen vor, unterbrochen von einzelnen Hochhäusern oder Hochhauszeilen, die an markanten Punkten städtebauliche Akzente setzen. Im Süden endet Lütten Klein am Schmarler Bach im Fischerdorf, einer Parkanlage mit Rodelberg und einem Teich, welche sich bis in den benachbarten Ortsteil Evershagen erstreckt. Die Straßen sind nach Hafenstädten im Ostseeraum benannt.

## Lage
Lütten Klein liegt zwischen der Rostocker Stadtmitte und Warnemünde. Das ursprüngliche Dorf Lütten Klein lag größtenteils östlich der heutigen Trasse der Bahnstrecke nach Warnemünde, die Wohnsiedlung entstand westlich davon. Die Bahntrasse bildet heute die Grenze zwischen den Ortsteilen Lütten Klein und Groß Klein im Osten bzw. Schmarl im Südosten. Die verbliebenen Häuser des alten Dorfs Lütten Klein liegen auf Groß Kleiner Gebiet. Im Norden grenzt Lütten Klein an den Rostocker Ortsteil Lichtenhagen, im Westen an das Dorf Lichtenhagen, Ortsteil der Gemeinde Elmenhorst/Lichtenhagen, und im Süden an den Rostocker Ortsteil Evershagen.

## Geschichte

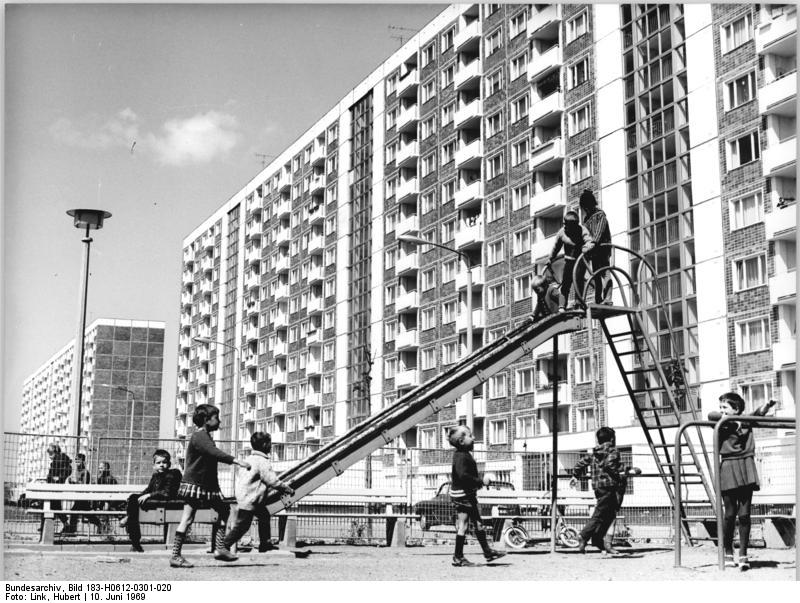
Von 1965 bis 1969 gebaute Großwohnsiedlung, Juni 1969

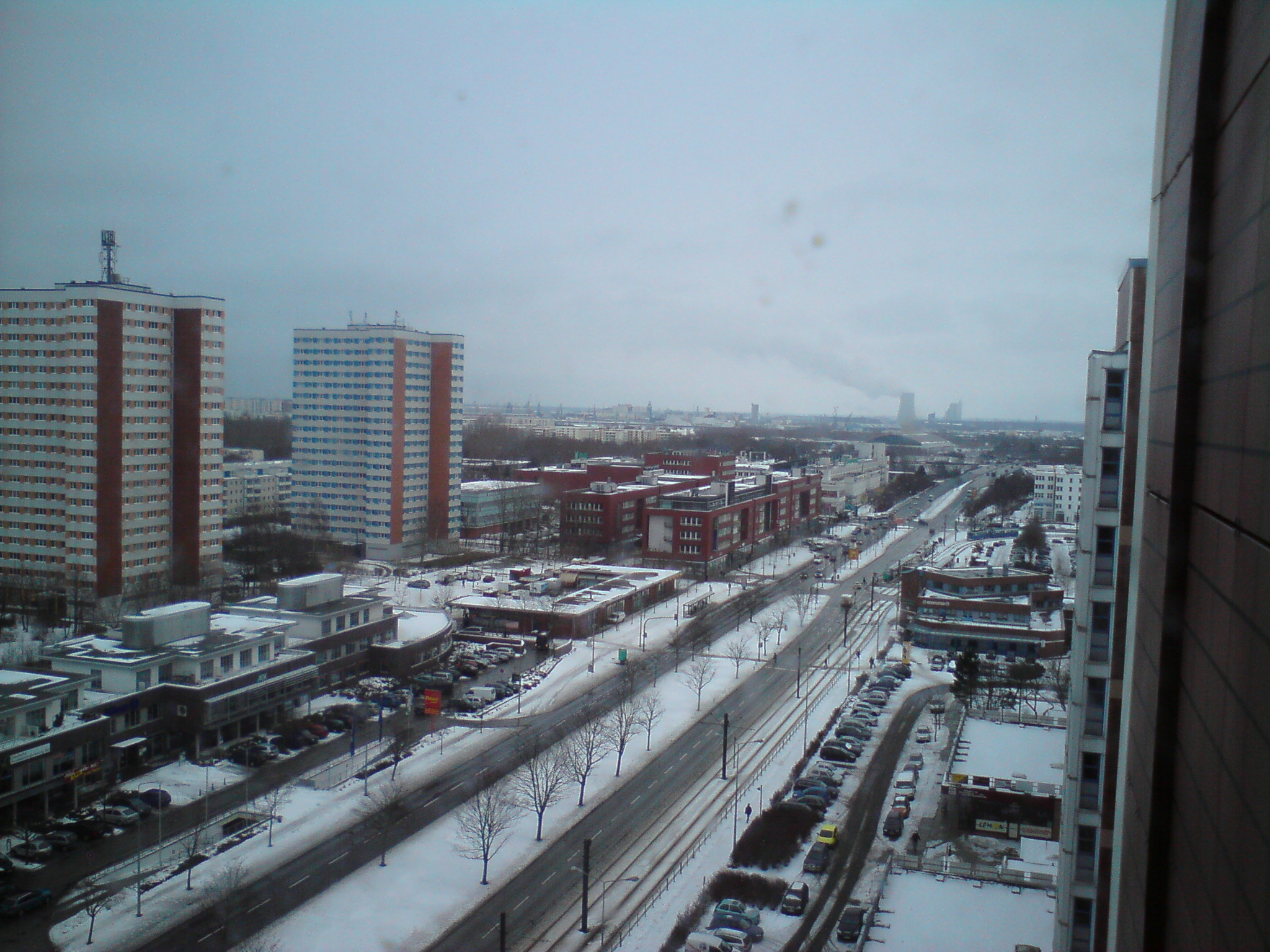
Warnowallee in Rostock Lütten Klein, Januar 2010

### Namensbedeutung
Der Name des Ortsteils geht auf das im 13. Jahrhundert entstandene und 1345 erstmals urkundlich erwähnte Warnowdorf wendeske klene zurück, was so viel wie wendischer Ahornort bedeutet. Der Ursprung des Namens stammt aus der Zeit, als Slawen und Deutsche hier gemeinsam, aber in getrennten Siedlungen lebten. Dementsprechend hieß das heutige Groß Klein zu der Zeit „dudesche klene“ (deutscher Ahornort), was 1364 erstmals urkundlich erwähnt wurde.

### 20. Jahrhundert
Die Gemeinde Lütten Klein wurde am 8. März 1934 nach Rostock eingemeindet. Einige Gebäude des ehemaligen Dorfes Lütten Klein sind heute noch zwischen dem S-Bahn-Haltepunkt Lütten Klein und dem Dänenberg zu finden, gehören aber nach den amtlichen Ortsteilgrenzen zum Ortsteil „Groß Klein“.
Zu Beginn der 1960er Jahre bestand der Wunsch, Rostock und Warnemünde zu einer sozialistischen Großstadt zusammenzuführen, sodass im Frühjahr 1964 die Planungen für die heutige Großwohnsiedlung entstanden. Im Oktober 1965 begann der fünfgeschossige Wohnungsbau im nördlichen Ortsteil sozusagen auf freiem Feld. Ostern 1966 wurden die ersten Wohnungen übergeben. Ebenfalls 1966 entstand das erste Hochhaus in Lütten Klein. Bis 1971 wurde auch der südliche Ortsteil fertig gebaut. Dort kam es erstmals zur Anwendung der „Wohnungsbauserie Anpassung Rostock“ Ende 1973 wurde die Poliklinik „Salvador Allende“ feierlich übergeben (nach jahrelangem Leerstand wurde das Gebäude 2017 abgerissen). Bereits in den ersten Jahren des Wohngebiets entstand der Plan, den Nordwesten Rostocks an das Straßenbahnnetz anzuschließen, jedoch wurde Lütten Klein erst 2001 an das städtische Straßenbahnnetz angeschlossen. Von Anfang an wurde das Wohngebiet Lütten Klein großzügig mit Bäumen und Büschen bepflanzt, sodass man Anfang der 1980er Jahre vom grünsten der Rostocker Neubaugebiete sprach.

## Einwohnerentwicklung
Wie in fast allen Rostocker Ortsteilen gingen auch in Lütten Klein die Einwohnerzahlen nach der politischen Wende 1989 sprunghaft zurück. Seit den 1990er Jahren wurden die meisten Wohnblocks großflächig saniert. 
In der Mitte des Wohngebietes gibt es eine Fußgänger- und Einkaufszone („Boulevard Lütten Klein“) mit einem großen Kinokomplex. Durch den Bau des Warnow Park Einkaufszentrums und den guten Anschluss an das Nahverkehrssystem (Bus, S-Bahn, Straßenbahn) entstand in Lütten Klein das urbane Zentrum des Rostocker Nordwestens.

## Besonderheit

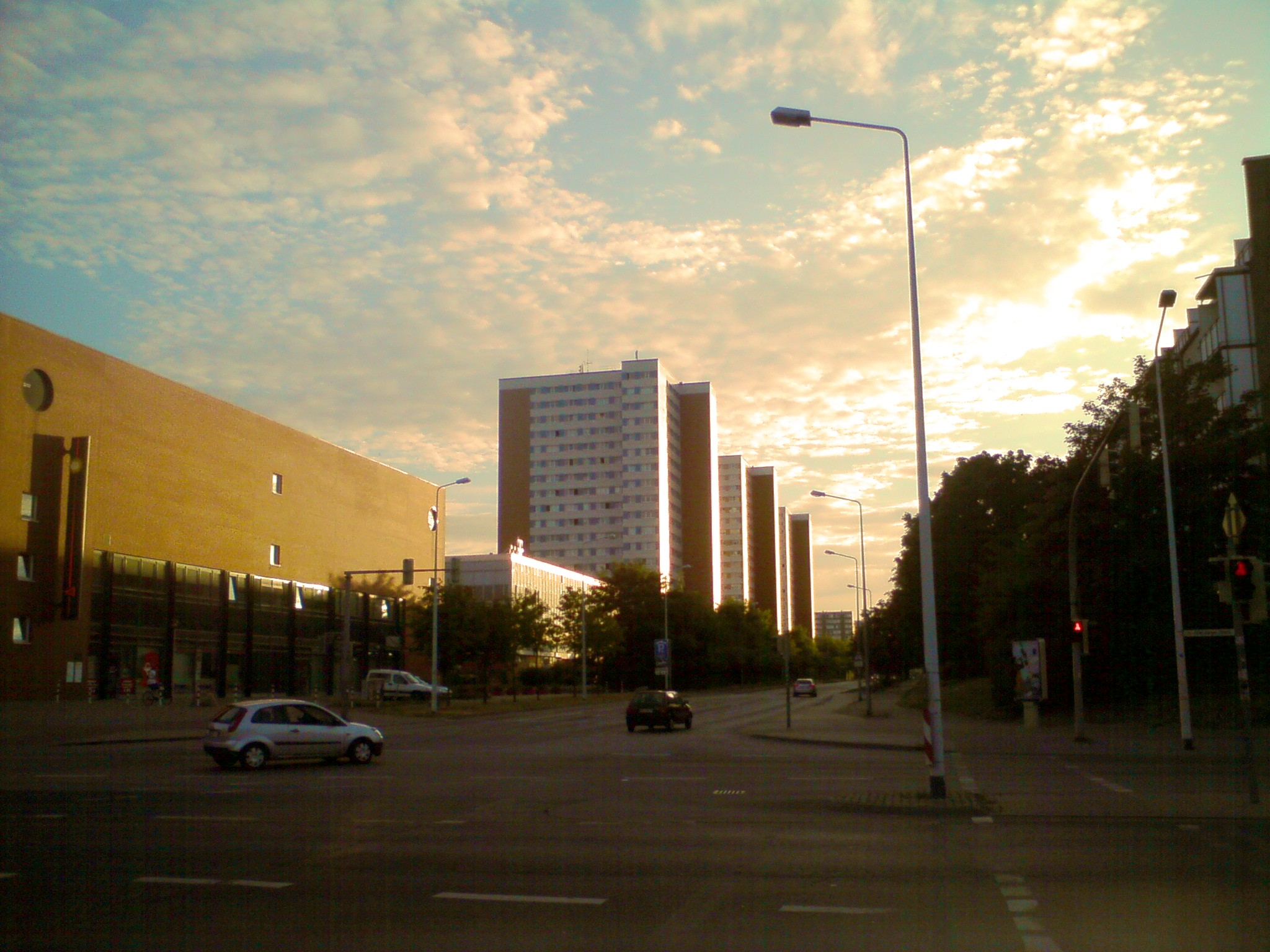
Hochhäuser Rigaer Straße Juli 2010

Als Wahrzeichen von Lütten Klein gelten die vier weithin sichtbaren, 18-geschossigen sogenannten Windmühlen-Hochhäuser (1972/75) in der Rigaer und der Ahlbecker Straße sowie die von Ulrich Müther konstruierte und in Schalenbauweise errichtete Mehrzweckhalle im Zentrum Lütten Kleins.

## Kultur und Bildung
In Lütten Klein befinden sich eine Stadtteilbibliothek, ein Einwohnertreff sowie die verschiedensten Schultypen.

## Dokumentarfilm
- 1968: Ein Vertrauensmann (DEFA-Dokumentarfilm, Regie: Jürgen Böttcher)[4]